# Kolrep
Kolrep ist ein Ortsteil der Gemeinde Gumtow im Landkreis Prignitz in Brandenburg.

## Geografie
Der Ort liegt sechs Kilometer nördlich von Gumtow und 29 Kilometer östlich von Perleberg. Zum Ortsteil gehört der zwei Kilometer südwestlich gelegene Wohnplatz Kolrep Ausbau.
Nachbarorte sind Breitenfeld im Norden, Blumenthal im Osten, Vehlow im Süden, Dannenwalde im Westen sowie Schönebeck im Nordwesten.

## Geschichte
1804 lebten im 27 Hufe großen Dorf „Kollrep“ 173 Einwohner und es waren 31 Feuerstellen vorhanden. Neben einem Lehnschulzen, zwölf Ganzbauern, zwei Kossäten und acht Einliegern war hier damals eine Schmiede vorhanden. Zu dieser Zeit waren das Kloster Stift zum Heiligengrabe und das Adelsgeschlecht Klitzing die Besitzer des zum Pritzwalkischen Kreise in der Prignitz der Mark Brandenburg und postalisch zu Kyritz gehörenden Ortes.
Zum 30. Juni 2002 schloss sich Kolrep mit 15 anderen Gemeinden zur Gemeinde Gumtow zusammen. Damals lebten hier 119 Einwohner.

## Kultur und Sehenswürdigkeiten

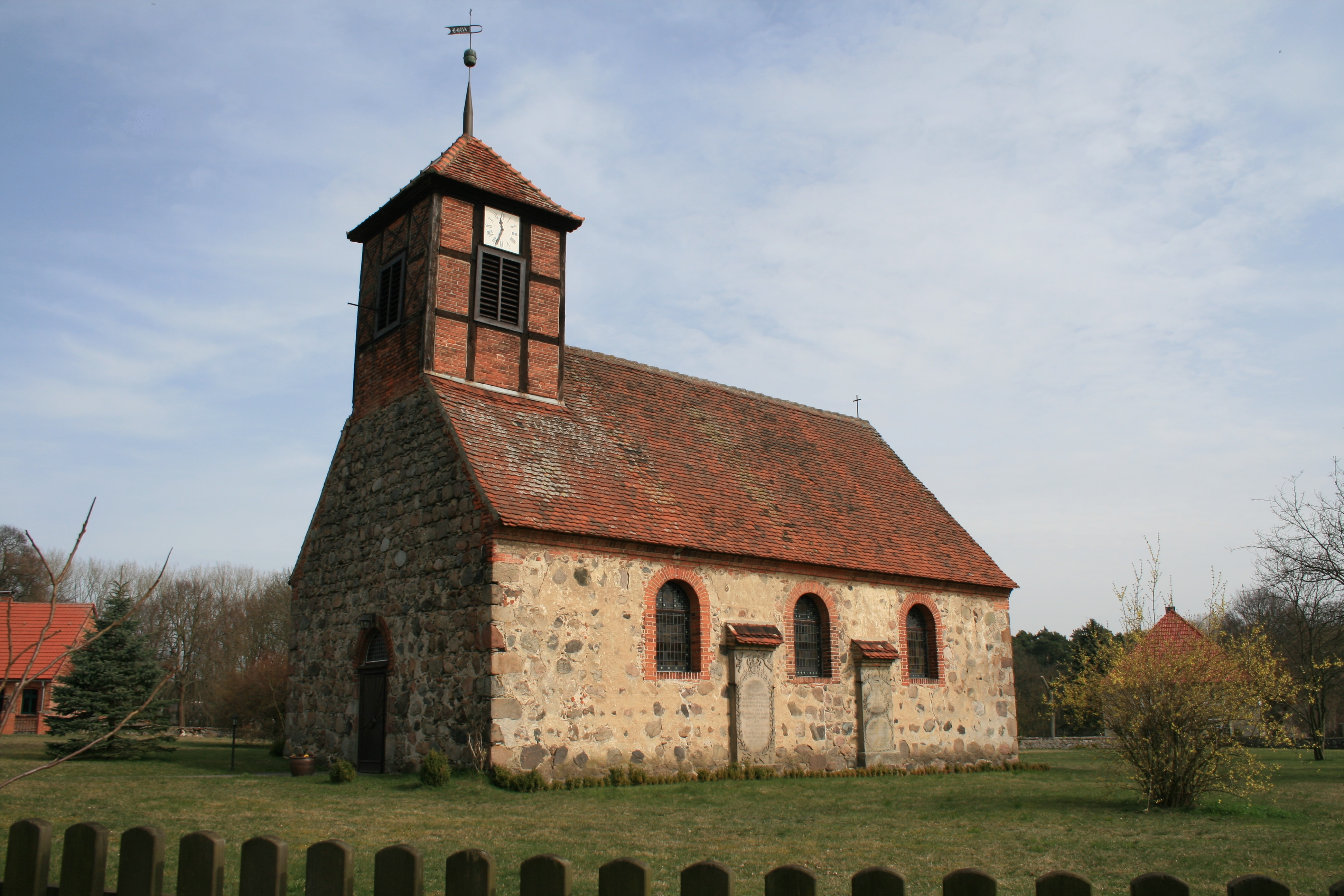
Dorfkirche